# Universität Yazd

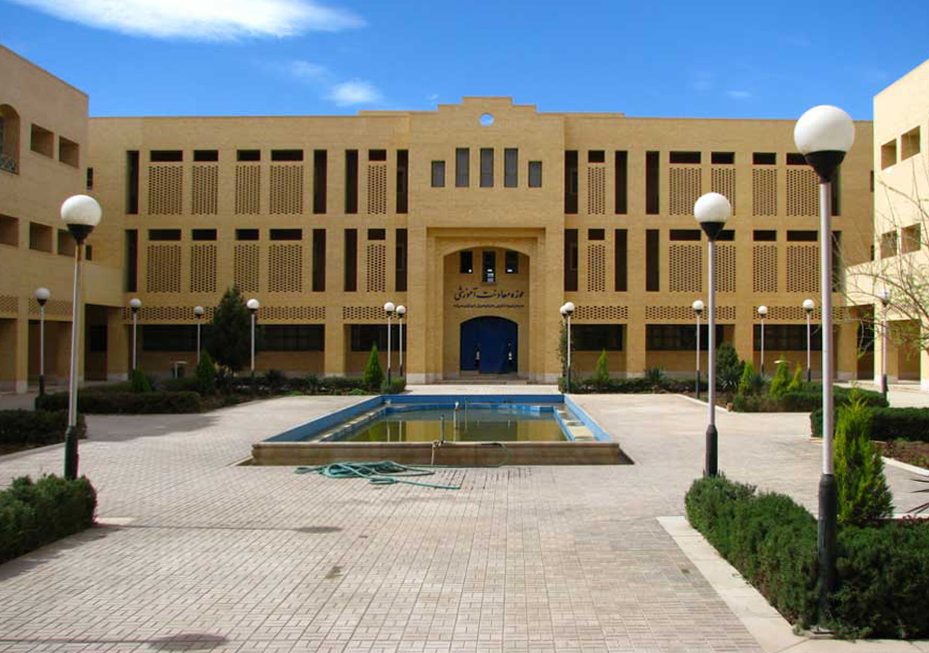
Innenhof der Universität

Universität Yazd (persisch دانشگاه یزد) ist eine iranische Hochschule in Yazd. Die Universität wurde 1988 gegründet. Sie ist in fünf Fakultäten gegliedert, die sowohl geistes- wie naturwissenschaftliche Fächer umfassen. Nach eigenen Angaben verfügt die Hochschule über 314 Dozenten, die 7281 Studenten betreuen.